# Kis-Csincse
A Kis-Csincse a Csincse-patak mellékága Borsod-Abaúj-Zemplén vármegyében. A Bükkalján ered Vatta, Emőd, Harsány és Bükkaranyos közötti területen. Csincsétől délre torkollik a Csincse-patakba. A torkolata közelében ágazik ki belőle a Rigós csatorna. A vízfolyás része az Eger-Laskó-Csincse vízrendszernek.

## Lefolyása

### Vízrajzi adatai
A patak hossza 9 km. Vízgyűjtője 29,3 km2. Medre az egyes években teljesen száraz.

## Élővilága
A patak halfaunáját a következő halak alkotják: domolykó (Leuciscus cephalus), kövi csík (Barbatula barbatula), vágó csík (Cobitis taenia).

## Partmenti települések
•  Csincse